# Humerana oatesii
Humerana oatesii är en groddjursart som först beskrevs av George Albert Boulenger 1892.  Humerana oatesii ingår i släktet Humerana och familjen egentliga grodor. IUCN kategoriserar arten globalt som otillräckligt studerad. Inga underarter finns listade i Catalogue of Life.